# Крепна
Крепна́ — река, правый приток реки Сейм (Бассейн Днепра) в России. Протекает в Льговскому и Кореневскому районах Курской области. Длина реки составляет 39 км, а площадь бассейна ― 282 км².

## Расположение
Берёт начало в селе Дьяковка. Течет преимущественно на юго-запад через Сафоновку, Журавли, Коренево на северо-восточной стороне от Юрасова впадает в реку Сейм, левый приток Десны.
Реку пересекают несколько автомобильных путей местного значения и железная дорога.